# Thaumastogarypus mancus
Thaumastogarypus mancus är en spindeldjursart som beskrevs av Volker Mahnert 1982. Thaumastogarypus mancus ingår i släktet Thaumastogarypus och familjen gammelekklokrypare. Inga underarter finns listade i Catalogue of Life.